# 重装機兵ヴァルケン
『重装機兵ヴァルケン』（ じゅうそうきへいヴァルケン、英題 ASSAULT SUITS VALKEN ）は、メサイヤより発売された、横スクロールアクション・シューティングゲーム。
本項では『重装機兵ヴァルケン2』も解説する。

## 作品解説
2101年の太陽系を舞台に、第4次世界大戦とそれに続く大規模な戦争を、一兵士を主人公としてゲーム化したもの。主人公が搭乗する重装機兵（アサルトスーツ）は、当時アニメ作品として人気のジャンルだった「リアルロボットアニメ」に多くみられる量産型の軍用有人操縦ロボットで、現在の歩兵と同様にさまざまな装備を持ち替えて使用できる汎用兵器として描かれている。主人公はアサルトスーツを操縦し、交戦勢力・欧州アジア連邦を倒す事が目的となる。
同じ世界観を共有するゲームとして、メサイヤからリリースされた『重装機兵レイノス』シリーズがある。また、1996年にSFCでリリースされた『FRONT MISSION SERIES GUN HAZARD』は実質的な開発を行なっているのが元・ヴァルケン開発チーム（この頃にはメサイヤから独立し、大宮ソフトを起業していた）であり、操作体系などかなり似通っている。

## 重装機兵ヴァルケン
『重装機兵ヴァルケン』（海外名CYBERNATOR）は、スーパーファミコン用のアクション・シューティングゲーム。原典（オリジナル）版は日本において1992年12月18日にROMカートリッジで発売された。
キャラクター設定にアニメーター・漫画家のうるし原智志を起用した。また、システムを旧来のアクションゲームに近いものに変更し、やや難度を下げたことで、前作の『重装機兵レイノス』より広い層にアピールすることに成功した。
後年に移植された他機種版については#他機種版の節に記載する。

### システム
ロボットを操る横スクロールアクションゲームである。武装は連射性能に優れたバルカン砲、近距離戦用のパンチ、追尾能力のあるミサイル、貫通性能のあるレーザー、隠し武器であるナパームの5種類存在し、所持しているものについては任意に切り替え可能。一部のものについてはゲーム中に、落ちているものを入手する必要がある。砲身は30度単位で上下に調整することができ、全部で12方向に攻撃可能で、ボタンを押し続けることで砲身の固定も可能。その他ジャンプボタン、ダッシュボタン、防御ボタンが用意されている。
2Dサイドビューのアクション・シューティングゲームで、ステージによって重力の有無がある。自機であるヴァルケンは複数の火器・装備を選択して運用することができ、ステージ中に置いてあるコンテナを拾得することで、装備している武器の威力を増すことができる。前作に当たる『重装機兵レイノス』の難度が非常に高く、操作が複雑だったことを踏まえ、本作ではシステムがやや簡素化された。
また本作は様々な細やかな演出が特徴であり、画面上に仲間の吹き出しが現われ、情報を提供してくれたりする。バルカンやパンチの発射に合わせて排莢が行われ、その薬莢が無重力空間では落下せず漂い、ローラーダッシュや地表付近でブーストを吹かした時の土煙、着地時に機体が沈み込む動作など自機の挙動から、大気圏突入時に赤熱化する機体や、ステージ背景で繰り広げられる戦闘、敗色濃厚な敵国首都には簡易兵器や急造量産機しか登場せず、機動兵器に生身で立ち向かう歩兵や自決する大統領の細かなモーション、さらに一部ステージで装備が使えなかったり特定の敵機の攻撃がシールドを貫通する理由が設定されているなど、その範囲は多岐に渡る。リアルロボットらしさを追求したこれらの演出もまた本作の人気の一因となった。

### 海外版との差異
海外版は『CYBERNATOR』と改題し、コナミ（現・コナミデジタルエンタテインメント）から発売された。主な変更点としては、
- 最終ステージでの大統領自決シーンが無い。ボス撃破後すぐに救援の通信が入る。
- 通信時の顔グラフィックが出ない。

などが挙げられる。
2023年にNintendo Switch移植版をリリースする「Rainmaker Productions」CEOである「Joseph Chou」は、『Cybernator』に対し（当該バージョンは）大幅な検閲・編集が加えられ、英語圏のゲームファンは本作本来の楽しさを味わうことが出来なかった」という趣旨のコメントを出している。
なお、海外では『CYBERNATOR』に非常に酷似したシステムをもつタイトルとして『METAL WARRIORS』が発売されている。続編と呼ばれることも多いが、開発元はルーカスアーツでありストーリーも独自のもので、同様のシステムを持った全く別のゲームである。この誤解は両作の販売元が同じコナミによるものであるために生じている。

### ストーリー
西暦2080年代から続く 月面の資源採掘権を巡る環太平洋合衆国と、欧州アジア連邦による緊張は2093年に頂点へ達し、引き起こされた第三次世界大戦は世界中の化石燃料を枯渇させるだけの結果となった。2096年の和平会談において両陣営は外宇宙探査艦隊を結成するなど世界再生のために協調を見せたが、裏では相手を出し抜くための策略を張り巡らせ、平和はかりそめのものでしかなかった。
そして西暦2101年、合衆国資源輸送艦グラハム号が、月面軌道上で連合軍巡洋艦バイカルの自動迎撃装置誤作動によって撃沈されるという「グラハム号事件」が発生。これをきっかけとして第四次世界大戦が勃発した。
戦場の主役となったのは、前大戦末に開発された有人ロボット兵器「アサルト・スーツ（重装機兵）」だった。月面で発掘された動力鉱石をエネルギー源とするこの兵器は、戦車の装甲と火力、戦闘機の機動性を併せ持ち、またたくまに軍の主力となっていった。合衆国は総力を結集して新世代のアサルトスーツ・ASS-117ヴァルケンを開発、戦線へと投入する。だが、戦局は膨大な宇宙戦力を持つ連邦軍の優位へと傾きつつあった。
そして戦火が地球圏全体へと拡大する中、合衆国軍は地上戦に見切りをつけ、戦力を宇宙に集中させて制宙圏を確保しようという反攻作戦を開始。合衆国軍強襲揚陸艦バーシスに所属するジェイク・ブライン中尉は、重装機兵ヴァルケンのパイロットとして最前線に身を投じることになる。
＜以下、「ステージ」の項にて各話の展開を詳述＞ 

### ステージ
本作の舞台は2101年1月に開戦した第四次世界大戦だが、2076年3月30日生まれのジェイクが25歳、2075年6月30日生まれのハーマンが25歳と設定されていることから、本作のストーリー開始時期は2101年3月30日から6月29日のどこかである。そこからオペレーション・ソルジャーソウルによる欧州アジア連邦首都ブリュッセル攻略、終戦までの全7ステージ構成となっている。
本作はマルチエンディングとなっており、中盤のアーク・ノバ地球降下阻止およびシャトル撃墜の成否によって、ストーリーの結末が異なる。これらの作戦に失敗した結果として「ソルジャー・ソウル」作戦に投入できる環太平洋合衆国軍戦力が減少、最終ステージのバーシスがより厳しい状況に置かれるためだと考えられる。
またエンディングの最後には忘れ去られた外宇宙探査艦隊からの通信が届く演出が入り、時系列的にはその後の物語にあたる前作『重装機兵レイノス』への繋がりが描写された。
以下のステージ内容については『重装機兵ヴァルケンのすべて』の解説に基づく。
| # | タイトル         |
| --- | ---------------- |
| MISSION.1 | コロニー強襲     |
| 欧州アジア連邦が居住用に偽装した軍事コロニーで新造艦「サーキエル」の建設を進めている。情報を察知した環太平洋合衆国の強襲揚陸艦「バーシス」はコロニーに突入し、AS隊によるサーキエルのエネルギーユニット破壊作戦を実行に移す。偽装のため敵機は少なかったが、ほぼ完成直前だったサーキエルからの砲撃は激しく、さらに主砲も発射直前だっためバーシスは退避。加えて作戦中にハーマン機が被弾、撤退し、船尾エネルギーユニットまでたどり着けたのはジェイクだけだった。戦艦への接続間近となったエネルギーユニットへ攻撃を加えるジェイクは、機動砲台の砲撃を掻い潜ってこれを成功させ、破壊されたコロニーの外壁を抜けてバーシスに回収される。 |                  |
| MISSION.2 | 軌道の巣窟       |
| コロニー強襲を成功させたバーシスは、衛星軌道上の鉱石加工施設へと向かう。これは敵の補給線を断ち、さらに「機動要塞アーク・ノバ」攻略作戦をカモフラージュする大規模な陽動作戦の一環だった。ブースターユニットを接続して出撃したAS隊は分散してアステロイドベルトに突入、敵軍の迎撃を掻い潜って鉱石加工施設への攻撃を仕掛ける。ハーマン、カーツらが各々の担当する加工設備を破壊する一方、ジェイクの前には大型機動兵器「ガロイシュ」が立ちはだかる。陽動作戦は既に発覚しており、ジェイクは待ち伏せを受けたのだ。 |                  |
| MISSION.3 | アーク・ノバ陥落 |
| 制宙権を確保して一気に地上へ戦力を集中させるべく、環太平洋合衆国による反攻作戦が開始された。アーク・ノバのスペースポートに取り付いたジェイクは、係留された二隻の大型タンカーの上を突破して要塞への進入路を見つけ出す。要塞内部でも敵兵の猛烈な迎撃が加えられるが、ジェイクはそれを何とかくぐり抜けて、司令部で指揮官のゲルツ将軍と対面する。しかしゲルツ将軍はこの劣勢を覆すべく、要塞へ突入してきた合衆国軍はおろか味方さえ巻き添えにアーク・ノバを地球へ落とそうという作戦を立てていた。もしアーク・ノバが地球に落下すれば、環太平洋合衆国軍のみならず民間人にも大きな犠牲が出る。しかし降下を阻止するべくアーク・ノバのエンジン破壊に向かうジェイクへ、ゲルツ将軍操る大型機動兵器「グランビア」が襲いかかる。                                                    |                  |
| MISSION.4 | 大気圏突入       |
| グランピアとの交戦によりアーク・ノバからの脱出が遅れたジェイクは、大気圏突入を余儀なくされてしまう。バーシスがジェイクの救援に向かおうにも、ベルダーク少佐率いる連邦軍海兵隊の猛攻がそれを阻む。ジェイクは必死に操縦してベルダーク少佐の攻撃を迎え撃ち、ベルダーク隊が大気圏突入用のバリュート装備を展開するまで生き延びることに成功。さらにベルダーク隊のリックがバリュート損傷により取り残されたことに気づいたジェイクは、ジョンストン艦長と協力して彼を救助し、バーシスの甲板に着地して大気圏を突破する。しかし地上降下直後、リックの救助にきたベルダーク少佐は容赦なくバーシスへ攻撃を加え、迎撃に向かったハーマンが戦死。ジェイクは辛うじてベルダーク少佐を撤退に追い込むが、戦友を亡くした悲しみに襲われる。                                                  |                  |
| MISSION.5 | 黄昏の追跡       |
| 大気圏突破による損傷を修理する暇もなく、バーシスは欧州アジア連邦の東ヨーロッパ平原宇宙基地へと向かう。そこでは宇宙への援軍を載せたシャトル「エスポワール」が打ち上げ準備に入っており、このままでは主戦場は再び宇宙に戻り、全戦力を地上へ注ぎ込むことで反攻作戦に出た環太平洋合衆国軍の優位は崩れ去る。仲間を失った悲しみを背負ったまま戦い続けるジェイクは、機動戦車「ツヴァイバイニヒ」の迎撃を突破し、シャトルランチャーへと突き進む。しかし間一髪で間に合わず、ジェイクの目の前でシャトルは発射されてしまった。ジェイクはブースターを点火し、飛翔するシャトルへと追いすがる。 |                  |
| MISSION.6 | 銃火山脈         |
| ついに環太平洋合衆国は敵勢力である欧州アジア連邦の首都・ブリュッセルを攻略するべく最終作戦『オペレーション・ソルジャーソウル』を発動させた。だが度重なる作戦で主力部隊への合流が大きく遅れていたバーシスは、無茶を承知で目的地へショートカットするため要塞化されたアルプス山脈の突破を計画する。バーシスが上空を通過する前に敵対空陣地を破壊するべく、ジェイクたちアサルトスーツ隊は敵基地へと侵入、ジェイクはスノークス隊を率いるテゲトフ軍曹と激戦を繰り広げ、地下を突破してアルプス山脈を抜ける。そして対空砲がバーシスへ猛烈な砲撃を加える中、ジェイクは対空砲を守る敵ホバー兵器シュネーブルッヒに挑む。 |                  |
| MISSION.7 (最終ステージ） | 兵士達の終幕     |
| バーシスはブリュッセルへと辿り着くも、激戦による損傷は大きく、市街地に着底して動作不能となる。ジェイク達はバーシスのクルーを信じ、戦争を終わらせるため国民議会ビルにある国会議事堂を目指して出撃する。ジェイクはバーシスとの通信が途絶する中、国会議事堂に乗り込み、新型機「ゾアフレム」に搭乗したベルダーク少佐を下す。ジェイクから戦争の責任を問われたシェルマーク大統領は、連邦の大義に殉ずるかのように自決する。 行き場のない感情を抱えて憤るジェイクに、敵の巨大機動兵器が始動しつつあるとの緊急連絡が入る。度重なる敗北でエースパイロットのプライドを傷つけられ正気を失ったベルダーク少佐が、最終兵器「ビルドヴォーグ」を起動させたのだ。それを知ったジェイクは全てに決着を付けるため、ビルドヴォーグの待ち受ける国民議会ビル地下工場へと最後の戦いに向かう。 |                  |

### キャラクター

#### 環太平洋合衆国
アメリカ、日本、オーストラリア、その他の太平洋諸国で構成された経済共同体。しかし連邦との対立が深まる中で軍事同盟としての性質を強めていった。旧アメリカ合衆国ワシントンDCを首都とした合衆国ではあるが、各国家の自治権は強い。作中国旗やシンボルは登場しないが、地球と月に8つの星が並んだマークが設定されている。またアーク・ノバ墜落阻止失敗時のMISSION４ではベルウェイ統合基地という拠点について言及されている。
ジェイク・ブライン
本作の主人公。
階級は中尉。年齢25歳。環太平洋合衆国軍海兵隊、第68アサルトスーツ小隊「デスワスプ」の隊長。
22歳で徴兵されてASパイロット訓練学校を卒業した後、幾度かの作戦を経てバーシスへ配属された。
パイロットとしての腕は超一流だが、若干甘いところもあり、戦う理由も愛国心や正義ではなく「兵士だから」「生き残るため」といったものでしかなかった。徴兵に応じたのも、何もかもが嫌になって自暴自棄になっていた時期で、居場所がなくて軍に逃げ込んだようなものだと語っており、生きる目的がないため、まずは生き残ることを目的にしたのだという。
しかしハーマンを失って以降はその態度を改め、「仲間を守る」「戦争を終わらせる」ために戦い続けることを決意する。
そのためカーツが無理をした場合は激高することもあった。
本編後は大尉に昇進。シュペル・ヴァルケンに搭乗し、欧州アジア連邦軍残党との戦闘に従事する。
第四次世界大戦中の活躍は広く知られている一方、味方からはクレアとの仲をからかわれる事が多い。
ハーマン・シンガー
階級は中尉。年齢25歳。ジェイクの部下。
ジェイクとはパイロット訓練学校時代の同期であり好敵手、そして親友であった。ジェイクから「ちっぽけなことに拘って、まるで子供みたいに人生を本気で生きている」と評された生き様は、ジェイクに大きな影響を与えた。
パイロットとしての腕前もジェイクと互角だが、皮肉屋で無鉄砲な性格が災いして判断力に欠けるため、ジェイクが隊長として選ばれた。作中でも突出した結果、被弾する事が多かった。
アーク・ノバ攻略戦直後、大気圏を突破したバーシスとジェイクを守るために出撃してベルダーク隊と交戦。ベルダークによって撃墜され、戦死する。
カーツ・モートン
階級は少尉。年齢21歳。ジェイクの部下。
物静かな性格で、真面目で几帳面。ジェイクやハーマンには劣るもののパイロットとしても優秀で、両者のサポート役として奮闘する。
撃墜マークはつけない主義で、自分と共に出撃したハーマンが戦死したことで思う所があったのか、敵巨大兵器に対して無謀な戦いを挑むこともあった。
本編後は中尉に昇進。ジェイクの部下ではあるが、彼自身も部下を持ち、指導やフォローを行うなどパイロットのみならず兵士としても成長した姿が描写された。
クレア・コーラル
本作のヒロイン。
階級は曹長。年齢22歳。バーシスのオペレーター。
艦内状況の管理からAS隊への指令伝達まで幅広く、多忙な業務を一人でこなす。仕事ぶりに反して性格はおっとりしている。
戦いの中でジェイクを支え、やがて彼の戦う理由の一つとなっていく。
最終決戦では擱座し航行不能になったバーシスに残り、出撃したジェイクの帰りを待ち続ける。その後の運命はルートによって大きく別れる。
本編以前からジェイクのことを憎からず思っていたらしく、終戦後は彼と結婚して除隊すると予想されていたが、変わらず軍に勤務を続けている。
ジェイクとの関係は周知の事実であるらしく、そのためジェイクとの仲を同僚たちから良くからかわれている。
チャック・ジョンストン
階級は大佐。年齢43歳。強襲揚陸艦バーシスの艦長。
実戦部隊から叩き上げられてきた歴戦の兵士で、粗野で無骨な外見に似合わぬ温情家。そして優秀な艦長である。
過去に多くの部下を亡くしてきたためか人命を尊重しており、兵士たちからの信頼は厚く、まるで父親のように慕われている。
前作『重装機兵レイノス』ではバーシスの艦長は交代しているため登場しないが、リメイク版レイノスEDにてロイアック艦長代理として登場する。
デューク
階級は中尉。第32AS隊に所属するパイロット。
欧州アジア連邦の国会議事堂に突入した際、国民議会ビル地下最深部の地下工場施設までたどり着いた事でビルドヴォーグと遭遇。ジェイクへ増援を要請するも通信は途絶した。
隊長
第17AS空挺大隊を率いる部隊長。
ジェイクたちと共同で装甲列車を襲撃し、月面防衛プランの命令文書を奪取する作戦に挑む。
ジェイク隊に指示を出している描写から、階級的には中尉以上と思われ、またヘルメットの形状からジェイクらと異なり環太平洋合衆国地上軍の所属である事がわかる。
前作『重装機兵レイノス』の登場人物でもある。リメイク版レイノスで設定されたフルネームは「ロック・スタイナー」。階級は少佐だが、本作時点での階級は不明。
ゾウザリー
第17AS空挺大隊に所属するパイロット。
ジェイクたちと共同で装甲列車を襲撃し、月面防衛プランの命令文書を奪取する作戦に挑む。
ジェイクたちを援護するため、装甲列車後部の砲台を撃破する。
また敵機がジェネレーターの放熱で陽炎を起こしてレーザーを湾曲させている事をゾウザリーらしきパイロットが看破する描写もあり、優秀なパイロットとして描かれている。
前作『重装機兵レイノス』の登場人物でもある。リメイク版レイノスで設定されたフルネームは「ラルフ・ゾウザリー」。階級は軍曹だが、本作時点での階級は不明。
中尉
第68AS小隊を率いていた部隊長。
バーシス乗員を宇宙へ上げるシャトルを守るため、ベルダーク率いる連邦宇宙軍海兵隊と交戦。中破したジェイク機をシャトルに乗せると、殿となって敵を引きつけ、ジェイクに後を託して戦死した。
ベルナー
第23AS中隊に所属するパイロット。階級は中尉。名前のみ登場。
ジェイク、ハーマンらの初陣に際して彼らと3機編成を組み、コロニーを襲撃してきた敵新型ASを迎撃。その際に撃墜された。
ダニ―
階級は少尉。第68AS小隊に所属するパイロット。
衛星軌道上の鉱石採掘施設を欧州アジア連邦軍残党から守るために出撃。新人パイロットであるらしく、初めて搭乗したシュペル・ヴァルケンの扱いに緊張した様子を見せた。
カーツの指示を守って良く戦ったが、ナタリー・フロウゼ少佐によって撃墜され戦死した。
コリン
階級は少尉。第66防御小隊に所属するパイロット。女性。
衛星軌道上の鉱石採掘施設防衛任務についていたが、欧州アジア連邦軍残党の攻撃に晒され部隊は壊滅。施設も破壊されたため、第68AS小隊へと編入された。カーツに恋心を抱いている。
元は欧州アジア連邦軍ミサイル巡洋艦ペズプレチュヌイ所属AS1B隊のパイロットだったが、アーク・ノバ戦で捕虜となり終戦を迎えた。
環太平洋合衆国には正規の女性パイロットがいない事から周囲も彼女の事情に気づいており、しかし誰も態度を変えず戦友として接していた。
少佐
欧州アジア連邦残党軍との戦いにおいてバーシスに所属する、第68AS小隊を含んだ複数のAS小隊を束ねる中隊長。この部隊が上記の第23AS中隊なのかは不明。
ジェイクとクレアの仲をからかいながらも気遣って半舷休息時に二人きりにしたり、コリンの過去を知っても一切動じないなど、良き上官である。

#### 欧州アジア連邦
ヨーロッパ、アジア、旧ソ連の諸国で構成された、欧州共同体を前身として持つ経済共同体。合衆国との対立が深まる中で軍事同盟としての性質を強め、やがて全体主義的な政治体制へ移行、各国家の自治権を制限した中央集権体制を確立する。首都は旧ベルギーのブリュッセル。連邦議会に掲げられている旗は、円環状に並んだ十二の星。また劇中に登場しないが、軍のマークとしてコロニーをモチーフにしたデザインが設定されている。
アルフ・ベルダーク
本作のライバル。
階級は少佐。年齢27歳。連邦宇宙軍海兵隊を率いる天才的エースパイロット。機体を赤いパーソナルカラーで塗装している。
自分に厳しく部下には優しい人物で、戦士としての自分に高い誇りを抱いている一方、戦う理由の根幹には「兵士だから」「自分自身が納得するかどうか」でしかないという自らのエゴがある。また、大気圏突入中で行動不能となった敵機や、部下を救った相手でも容赦せず攻撃し、さらに自身の敗北を認める事ができないなど、その在り方はいびつである。
アーク・ノバ攻略作戦に参加したバーシスを追撃、ハーマンを撃墜するなどの活躍を見せるが、ジェイクによって撃退された事でプライドを傷つけられる。
その後は首都で最新鋭機ゾアフレムのテストパイロットを行っており、国会議事堂でジェイクと対決。完敗した事で暴走し、最終兵器ビルドヴォーグを起動させてしまう。
かつて無防備なシャトルを狙って攻撃を行った際に、防衛にあたっていた第68AS小隊と交戦。ジェイクと隊長の活躍によってシャトル破壊に失敗し、以後第68AS小隊に執着していた。
リック・ブリザース
階級は少尉。年齢21歳。ベルダークの部下。
まだ実戦経験の乏しい新兵で、戦場に恐怖を抱いている。その反動か、ベルダークに対しては過剰ともいえる尊敬の念を抱いている。
バーシス追撃中に機体の不調が発生、大気圏へと突入してしまうが、ジェイクとジョンストンらの判断で命を取り留め、ベルダークによって救助される。
その後は首都でテストパイロットを行っており、ベルダークがビルドヴォーグを起動するまでの時間稼ぎとして、実験機ヴォルカーノを操ってジェイクの行く手を阻む。
ジェイクからベルダークの本質と彼に利用されているだけだと指摘され「それ以上言うな！」と激昂したが、ジェイクによって撃破、戦死した。
テゲトフ・カガノヴィッチ
階級は軍曹。年齢68歳。ベルダーク少佐の部下であり、後にスノークス隊の隊長を勤める。
ベルダークの部下としてバーシスを追撃。大気圏突入後はシャトル発射基地防衛部隊に転属し、バーシスと交戦した。その後アルプス山脈の対空陣地防衛任務に赴き、アルプス突破作戦を行うバーシスを迎撃すべくスノークス隊を率いて出撃。ジェイクと交戦し、戦死した。
ゲルツ将軍
年齢48歳。軌道要塞『アーク・ノバ』司令官。無骨な軍人を絵に描いたような人物だが、任務遂行のためなら部下の命すら平気で犠牲する冷淡な人物でもあり、部下からの評判は悪い。
半ば独断でアーク・ノバ地球墜落作戦を実行し、その時間を稼ぐため大型機動兵器グランビアを駆って出撃する。この際には格納庫にいた部下を轢殺した他、地球の民間人を巻き込むのかという詰問に「核を使うよりはマシ」とすら発言している。
シェルマーク大統領
年齢68歳。欧州アジア連邦の最高権力者。
陸海空、宇宙軍の最高責任者でもあり、環太平洋合衆国側からは悪の枢軸、独裁者として見られているが、歴史に翻弄された悲劇の政治家でもある。
「ソルジャー・ソウル」作戦によって首都ブリュッセルが陥落した際、第四次世界大戦で死んでいった人々に対する自らの責任を果たすべく自決した。
少佐
月軌道防衛プランを輸送する装甲列車の乗員。マスドライバー技術監視官を勤める別居中の妻と幼い娘のサラがおり、二人を安全な月へ避難させた。
環太平洋合衆国軍の襲撃を受け、試作型の局地専用巨大機動兵器に搭乗して出撃。奮戦するも撃破され、戦死した。
ナタリー・フロウゼ
欧州アジア連邦軍ミサイル巡洋艦ペズプレチュヌイ所属AS1B隊を率いる部隊長。女性パイロットである。
アーク・ノバ戦にてジェイクら第68AS部隊によって敗北を喫し、さらに首都防衛戦に参加できなかった為、ジェイクへの復讐心を抱いている。
終戦後はグランパシフィック社からの依頼と情報提供を受け、秘匿されていた大型機動兵器ソードフィッシュを強奪。
シュペル・ヴァルケンとの対決に挑み、ジェイク機と相打ちになる形で戦死した。

### 登場兵器
各兵器の型式、全高、重量、出力などはいずれも『重装機兵ヴァルケンのすべて』および『重装機兵ヴァルケン公式ガイドブック』の記載に基づく。

#### 環太平洋合衆国
ヴァルケン
グランパシフィック社製 ASS-117 全高16.9フィート（5.96ｍ） 装備重量10960ポンド（5.024ｔ） 最高出力9.4MW/h
本作の主役機。
環太平洋合衆国海兵隊の主力AS。生産コストは高いものの、極めて高い基本性能と汎用性を持つ。
80mmバルカンポッド、ハードナックルを基本装備とし、レーザーキャノン、ハンディTOWランチャーなど各種アタッチメントを装着することで多くのバリエーションが生み出された。
肩部には電磁フィールド発生装置が備わっており、これで機体周囲360度を完璧に防御する事が可能だが、空中機動中は展開できないという弱点がある。
またハードナックルは極めて強力な装備だが、そのエネルギーはジェネレーターの余剰出力によって賄われている。
そのためシールド展開中はハードナックルのエネルギー充填が行われず、加えて地下道などでライト点灯中もハードナックルやレーザーを使用することができない。
後部にブースターを増設することによって短時間の飛行も可能となる。ブースターは母艦から遠隔操作で射出、連結する事ができる。
一方で大気圏突入能力は保有していない。
またパッケージや設定資料、うるし原智志のイラストでは右マニピュレータが無くガンポッドがそのまま接続されているが、ゲーム内で登場するビジュアルや自機グラフィック、また『重装機兵ヴァルケン公式ガイドブック』に掲載された塩入博・松井淳制作のモデル、『重装機兵ヴァルケンのすべて』収録コミックス、『ゲームコミックコレクション』掲載コミカライズでは両腕ともマニピュレータとなっている。加えて機体色もモデルが白、パッケージが銀、ゲーム内デモで緑、ゲーム中の自機が褐色と、4パターンが確認されている。うるし原智志のイラストでも緑、銀、褐色が混在している。
汎用型のA型、地上戦用のG型、地上戦用強化装甲型のH型、探知性および火器管制装置を強化したY型、宇宙戦用のS型が存在する。ゲーム中の自機はA型である。またコミック「約束」にはG型が登場しているが、A型との外見上の違いは無いようだ。
ヒューズ8
グランパシフィック社製 AS008 全高19.8フィート（6.03ｍ） 装備重量8660ポンド（3.97ｔ） 最高出力5.7MW/h
設定上のみ存在する、史上最初のAS。
2080年代、宇宙空間および月面での戦闘を想定した新兵器を望む環太平洋合衆国軍の依頼を受け、グランパシフィック社が開発した「人間と同じ行動が取れる」兵器。
しかし性能は構想段階を大きく下回り、マニピュレーターは武装換装がまともに行えないため現場では直接銃火器を装着され、歩行システムも制御困難なため敵前で擱座する事もあった。
一方で兵器としてのポテンシャルと有効性は高く、当機を鹵獲した欧州アジア連邦軍はアサルトスーツの開発と量産化に着手、10年でASは戦場の主役となった。
ヴァルケン以前に採用された合衆国軍ASとして後継機ヒューズ９も存在するが、こちらはシュメルツに対抗できなかった事以外は詳細不明。他、コミック「約束」によれば環太平洋合衆国地上軍にAS-5E3という機種が配備されているようだが、こちらも詳細は不明。
シュペル・ヴァルケン
グランパシフィック社製 ASS1E 全高20.0フィート（6.12m） 装備重量9520.88ポンド（4.36ｔ） 最高出力11.7MW/h
設定上のみ存在する、次世代型AS。
ヴァルケンの後継機として開発されており、コンセプトはそのままにあらゆる性能を向上させる試みがとられた。一方、コストダウンのためにヴァルケンと共有されている部分も多い。
「ソルジャー・ソウル」作戦にて最終試験を兼ねて数機が実戦投入されたが、調整不足のため戦果を挙げられず、終戦に伴って量産は計画のまま終了した。
本作の構想段階では最終ステージで新型機レイノスの試作機を登場させ、ヴァルケンから乗り換える案が存在しており、その機体にあたるものと思われる。
本編後の2102年段階では少数が新型機として量産されているらしく、ジェイク、カーツ、ダニーが搭乗。欧州アジア連邦軍残党との戦闘に投入された。
強襲揚陸艦バーシス
本作でジェイクたちが搭乗する戦闘艇。
サイズは戦艦などと比較して小さく、コロニーにも容易に侵入できる。その一方で極めて頑丈であり、コロニーの隔壁を容易く突き破り、大気圏を突破し、終戦まで戦い抜いた。
「ソルジャー・ソウル」作戦ではアルプス山脈を超えて首都ブリュッセルへ突入するも、そこで重篤な損傷を受けて着底してしまう。
戦後は修復されたらしく、欧州アジア連邦軍残党との戦闘に投入された。またサーキエル戦直前には僚艦「サラトガ」を失っている。
前作『重装機兵レイノス』にも登場したが、デザインが大きく異なっているため、名前を受け継いだ別の艦だと思われる。

#### 欧州アジア連邦

##### AS
マシヌティ
フロッシュ社製 T6 全高16.8フィート（5.12m） 装備重量11450ポンド（5.249t） 最高出力4.8MW/h
連邦軍初の量産型AS。
作業用という名目で開発が進められ、後継機ヴェクサルのデータ収集に用いられた。
脚部は運搬物保護のためにサスペンションが強化されており、これを利用してのジャンプが可能だった。
非武装で工事現場のトレーラー的な役割を担っていたが、第四次世界大戦では一部が戦闘用に改装され、コロニー内の警備用に投入された。
実際にあるコロニーで改装マシヌティの編隊がヴァルケンと交戦、これを撃破したという記録が残っている。
ヴェクサル
MB-F06 全高5.4m 装備重量4.7t
初期型の量産型AS。
両腕にバルカン砲を搭載した最初期のAS。装甲も見た目ほどは厚くなく、現在は旧式となった機体である。
戦力としてはあまり役に立たず、現在は工業用コロニーなどの警備用にのみ配置されている。
シュメルツ
フロッシュ社製 Mb-F49 全高19.7フィート（6.00ｍ） 装備重量11050ポンド（5.065ｔ） 最大出力8.4MW/h
アジア連邦の主力汎用AS。
合衆国新型機ヴァルケンの情報を得た連邦軍が対抗して開発された汎用機であり、そのコンセプトは「対AS戦」に置かれている。
射撃能力、格闘戦能力に優れ、合衆国軍兵士を震え上がらせた。開戦当初の連邦軍が戦局を優位に進めた要因の一つ。
少数生産された前期量産型のB型、後期量産型M型、通信・索敵能力を強化した指揮官型G型、地上専用のF型、大気圏突入を想定した衛星軌道戦用のK型、オラクルの原型となった宇宙戦用S型、索敵用のU型（宇宙用の１型、地上用の２型）、ゾアフレムのデータ収集用に使われた最終実験機Y型と豊富なバリエーションが存在する。
ベルダーク隊も本機を使用しているが、アルフ機のみ赤のマーキングが施されている。
オラクルα
オラクルβ
Mbr-A09 全高9.7m 装備重量7.4t
宇宙戦闘用AS。
シュメルツの基本フレームを利用し、脚部を大型ブースターに変更した形状をしている。一方、両腕は簡素化され格闘能力は無い。
α型は大型ミサイルを搭載した強襲機、β型は機関砲を搭載した哨戒機として投入された。β型はアーク・ノバ防衛師団にも配備された。
ウンタート
Mb-F10 全高5.8m 装備重量6.4t
大口径ビーム砲搭載AS。
二門の高出力レーザーキャノンを両腕に搭載した、移動砲台的な役割の機体。
反面バッテリーや放熱システムなどが必要となったため、ヴァルケンより小型だが重量はかさみ、機動性は悪い。
支援用のASとしては高い性能を誇っていたが、格闘性は著しく低く、接近戦では合衆国ASに敵わなかった。
またヴァルケンの装甲は対レーザーコーティングがなされており、本領を発揮することはできなかった。
ツヴァイ・バイニヒ
ベルガード社製 TVA-30 全高17.4ｍ 装備重量40ｔ
試験開発された唯一の大型陸戦用AS。
対艦クラスの重装備を施されており、その火力は単純比較でヴァルケンの60倍だとされている。
しかし機動性はすこぶる悪く、量産される事はなかった。試験的に配備された数機がシャトル発着場の警備に用いられたが、前線でも持て余し、移動砲台としての使用に留まった。
開発ナンバーが唯一「T」であることから、ベルガード社は機動兵器開発に初参入したばかりだと推測される。
デッケン
Mbs-F40 全高6.2ｍ 装備重量5.1ｔ
空中戦闘用高機動AS。
機体自体が翼の役割を果たすユニークな設計をされており、単独で1万2千フィート以上まで上昇可能な性能を持つ。
主兵装は小口径のライトレーザーキャノンのみだが、ヴァルケンは空中ではシールドを展開できないため、ウンタートと異なりその破壊力を遺憾なく発揮した。
エスポワール型シャトルの護衛として投入された。
レベンディック
フロッシュ社製 MAS-015P 全高23.8フィート（7.26m） 装備重量12380ポンド（6.088t） 最大出力9,4MW/h
最新鋭の量産型AS。
シュメルツの後継機として生産性と性能を両立すべく開発が進められ、専用輸送機カーセルとの連携で機動性の低さも補われた名機。
しかし悪化する戦局から資源が不足し、製造数はわずか200機に留まる。首都防衛隊に配備され、最終決戦で実戦投入された。
ゾアフレム
フロッシュ社製 Mb-F720 全高22.8フィート（6.95ｍ） 装備重量15420ポンド（7.068ｔ） 最高出力16.8MW.h
戦局が悪化する中、急ピッチで開発が進められていた最新鋭機。半年完成が早ければ戦局を覆せた可能性がある。
ガロイシュなどに搭載されていたアンファン・システムを小型化した浮遊砲台2基、専用装備である60mmパルザーガンポッドを装備。
また肩に特殊合金が使用されており、格闘戦ではヴァルケンのシールドを突破する事が可能だった。
三機しか製造されなかったが、二機はデータ収集用の作動実験機であり、実戦に投入されたのは一機のみとされる。
極めて操縦が難しく、アルフが国会議事堂でジェイクを迎撃する際に搭乗したが、彼以外には実戦で扱う事はできなかったという。
ヴォルカーノ
Mb-F51 全高6.6ｍ 装備重量8.0ｔ
首都国会議事堂の地下工場に保管されていた実験機。開発には天文学的な費用が投じられた。
浮遊システムやリニアキャノン（過粒子ビーム砲とも）、新素材の装甲などが大量に用いられているが、全体的な戦闘力は低く、あくまでテスト機に留まる。
実戦において各種装備と浮遊システムは問題なく機能したが、動力炉の不調により予定された出力を発揮する事はできなかった。
ビルドヴォーグの起動時間を稼ぐためリックが搭乗し、ジェイクの前に立ちはだかる。
ビルドヴォーグ
MAS-77VP 全高54.3ｍ 装備重量169ｔ
本作のラスボス。
全長55mという本作最大の機動兵器であり、超大型ASとも、アーク・ノバにかわる軌道要塞とも言われている。
素粒子レーザー、リニアミサイル、追尾能力を備えたファイヤマウントと異常な重装備を持ち、さらに単独で大気圏離脱まで可能な推力を保有する。
その最大の問題は製造コストであり、敗色濃厚な時期に本機の開発が行われたことが、結果的にアジア連邦の首を絞めることに繋がった。

##### その他
サーキエル
欧州アジア連邦の新造戦艦。居住用に偽装された軍事工業コロニーで建造中だった。
その主砲の威力はバーシスを一撃で破壊できるほどのものであったが、動力炉が接続されておらず発射はできなかった。襲撃してきたジェイクらを機動砲台で迎撃する。
ガロイシュ
MAS-004 全高21.0ｍ 装備重量58ｔ
大型機動兵器。名前は「騒音」という意味。
小型の戦闘艇といった形状で、アンファン式岩盤誘導装置を搭載している。そのため浮遊砲台のみならず、周辺の漂流物（岩盤）を簡易的な装甲や武装として転用できる。
本機に用いられたアンファン・システムは制御難度などから当時はあまり注目されず、グランビアに搭載された簡易型を経て、ゾアフレムにてようやくAS搭載用の小型化に成功した。
アーク・ノバ
直径150m前後の小惑星内部に建造された岩盤要塞。主に艦船の補給基地、ASや機動兵器の運用、実験などに用いられた。
戦艦並の出力を持つ移動用エンジンが多数設置されており、これによって衛星軌道上を単独で移動することで、欧州アジア連邦の制宙権確保に大きく貢献していた。
要塞内のほとんどは作業用のスペースで、居住に適した区画は居住区と司令室のみであったという。
環太平洋合衆国によるアークノバ攻略戦において、ゲルツ将軍の指示により地球圏へと降下させられた。この判断によるアーク・ノバ喪失が欧州アジア連邦の敗北を決定づけたといえる。
フレンツェ級タンカー
アーク・ノバのスペースポートに係留されている大型の宇宙船。二隻登場するが、サイズや形状、武装が異なっている。
無数の砲台が搭載されており、アーク・ノバへの侵入を試みる環太平洋合衆国軍を迎撃した。ステージ3前半は、この二隻のタンカーの上を突破する形で進行する。
ローリングマシン
32BBF 全高2.8ｍ 装備重量2.0ｔ
アークノバ内部に設置された特殊防衛兵器。
レール上を2機1対となって走行し、素粒子反応砲を発射して侵入者を撃退する。
グランビア
MAS-009 全高20.2ｍ 装備重量62ｔ
近接格闘戦用大型機動兵器。
簡易型アンファン・システムを搭載した巨大なマニピュレーター「ソリッドアーム」を格闘兵装として用いる実験機。
ASが主流となった現在は時代遅れの遺物であり、ソリッドアーム以外の火器は搭載されておらず、実戦に投入されたのはアークノバ防衛戦のみ。ゲルツ将軍が搭乗して出撃した。
エスポワール
SSS-93G'93　全高60.3ｍ 装備重量240ｔ
輸送用大型シャトル。名前は「希望」という意味。
大気圏内外兼用リニアレールガンを備えておりシャトルにしては強力な武装を持つが、離陸時にはデッケンなどによる護衛が必要。
アークノバ陥落により後退した戦線を軌道上へ押し戻すため、宇宙への大規模な兵員輸送作戦に用いられた。
しかし情報漏洩の結果、環太平洋合衆国軍による襲撃作戦が実施され、エスポワール型シャトルは主力部隊を乗せたまま次々と撃破されてしまった。
サーペント
ムカデに似た形状をした大型機動兵器。
アルプス山脈内部の対空砲陣地に配備された兵器だが武装は搭載されておらず、岩盤を採掘しながらの体当たりで戦闘を行った。
恐らく地底採掘用の工作機械の一種だったと思われる。
ビャズマ社製2050年式削岩機
列車型の大型工作機械。作中の時代設定からすれば半世紀ほど前の機械という事になる。
アルプス山脈内部の対空砲陣地に配備されていた機体。武装は搭載されていないが極めて頑強で、ヴァルケンの火力ではほとんど損傷を与えられなかった。
陣地突破を図るジェイク機を追撃するも、岩盤に衝突して大破した。
シュネーブルッヒ
SR-R16K 全高16.8ｍ　装備重量34ｔ
大型ホバー攻撃機。
アルプス山脈対空砲陣地に配備されていた機体。特殊なシステムにより雪中潜行を可能としており、機首の拡散型リニアスパークによる衝角攻撃を実施する。
シャンピニョン
KK-1 全高3.1ｍ 装備重量0.6ｔ
小型無人哨戒浮遊砲。
20mm機銃を搭載した、脆弱な機体。作業コロニーの警備に配置された。
ピュープル
KK-3 全高3.2ｍ 装備重量0.9ｔ
無人哨戒機。
30mm機銃を搭載し、シャンピニオンに比べて装甲も強化されている。鉱石加工場に配備された。
アレーネ
FW-TYPE96 全高4.1ｍ 装備重量3.43ｔ
四脚歩哨兵器。名前は「蜘蛛」という意味。
アークノバ内部通路の哨戒用に配備された。武装は19.5mm機銃のみだが、物量と四脚を活かした機動性で環太平洋合衆国軍を迎え撃った。
フラミッシュ
FL680 全高8.5ｍ 装備重量9.3ｔ
攻撃機。
追尾力は貧弱ながらも破壊力の高いR1ミサイル・セルゲイを搭載しており、空対地戦で環太平洋合衆国軍ASを苦しめた。
ベルリノ
Be528 全高13.1ｍ 装備重量12.6ｔ
低空巡航地上制圧爆撃機。
精密な投下こそできないものの、強力なLb-32型爆弾により範囲爆撃を実施する機体。フラミッシュと同時に運用された。
カーセル
Ka103 全高5.9ｍ 装備重量2.4ｔ
AS輸送機。
レベンディックとの連携を前提に開発された専用の輸送機。低空で侵入し、機体後部にロックされていたレベンディックを投下する。
スノークス
SR-R03 全高8.2ｍ（両脚展開時） 装備重量12.0ｔ
スノークラフト。
30mm機関砲と対装甲榴弾を装備した高速機で、雪中偵察や哨戒を行うスカウト部隊に配備された。
4機での運用が基本であり、敵機の前方に回り込んで榴弾をばら撒くという戦術が取られた。
ハイッシャー
K28 全高2.8ｍ 装備重量1.7ｔ
局地戦用パワードスーツ。
資源不足に悩まされた欧州アジア連邦が、ローコストでASに対抗できる兵器として開発した。実戦投入された初のパワードスーツ。
機体構造がシンプルなため寒冷地仕様など多くのバリエーションが存在しており、その適応能力はAS以上に優秀であった。
小型軽量級で機動力が高く、市街戦にて予想以上の戦果を上げた。また操縦システムの簡易さから訓練時間が短く済むという利点がある。
高機動性を活かした複数機の連携により「ASキラー」の異名で知られるようになる。
しかしこれらの結果、新兵が大量に最前線に送り込まれ損耗率が高まったことから、実際に低コストであったかは疑問視される。
ゼネゲル
ハイランダー社 L28S 全高9.3フィート（2.80m） 装備重量3709ポンド（1.682t） 最高出力5.9MW/h
ハイッシャーの後期量産型。
首都哨戒用に配備され、「オペレーション・ソルジャーソウル」において環太平洋合衆国軍を迎え撃った。
対アーマーキャノンを固定兵装として搭載しており、機動力を活かして接近、至近距離からの発砲でASの装甲を貫く戦術が取られた。
アジール
111/TY 全高2.2ｍ 装備重量1.5ｔ
対アーマーキャノン装備車両。
軍用ジープに砲を搭載しただけの機体だが、軽快な足回りを活かして多くの合衆国軍ASを撃破した。
装甲すらないため損耗率も高かったが、コストパフォーマンスを考えれば最も優れた対AS兵器のひとつと言える。
ムスティーク
HPS-010 全高2.8ｍ 装備重量0.84ｔ
小型戦闘ホバークラフト。
国会議事堂地下工場内部で移動用に用いられたと思われる機体に、20mm機銃を搭載したもの。
最終決戦時、地下工場に突入したジェイク機を迎撃するため登場する。
フロテール
Ne-322 全高10.9ｍ 装備重量12.1ｔ
市街戦用ホバータンク。
253戦車の次期発展型として開発された主力戦車。80mmリニアキャノンを搭載している。
重装甲と対AS用特殊徹甲弾を装備しており、大戦末期の首都防衛戦では多大な戦果を挙げた。
253号戦車
Ve-253 全高8.9ｍ 装備重量11.３ｔ
局地戦用ホバータンク。
主砲の90mmキャノンは射角が狭いという弱点があり、これはフロテールで改善された。
局地専用試作大型機動兵器
正式名称不明の二足歩行兵器。強力な火力を持っているものの、熱交換が上手く行かないという欠点を抱えている。
圧倒的なレーザーの火力と重装甲。そしてその欠陥故に放熱で発生する陽炎が偶然起こしたレーザー偏向効果によって、合衆国軍に苦戦を強いた。
月軌道防衛プラン護衛任務に投入され、第68AS小隊と交戦。カーツの特攻を受けてなお戦闘を継続したが、ジェイクによってコクピットを破壊され大破した。
ミサイル巡洋艦ペズプレチュヌイ
欧州アジア連邦軍の艦艇。AS1B隊が所属していた。
アーク・ノバ戦に参加していたが、敗北と共に戦場を離脱。以後の動向は不明だが首都防衛戦には参加せず、戦後は欧州アジア連邦軍残党として行動する。
ソードフィッシュ
衛星軌道上鉱石加工施設に秘匿されていた大型機動兵器。
有線指揮アンファン・システムによるクローアーム、胴体下部の大型実体砲を装備し、重装甲でありながら高機動で、瞬く間にヴァルケン6機を撃墜した。
グランパシフィック社からの情報提供を受けた欧州アジア連邦軍残党に奪取され、シュペル・ヴァルケンとの戦闘を繰り広げる。

### 他機種版
| No. | タイトル                        | 発売日         | 対応機種        | 開発元 (移植担当企業) | 発売元                | メディア                            | 備考                         |
| --- | ------------------------------- | -------------- | --------------- | --------------------- | --------------------- | ----------------------------------- | ---------------------------- |
| 1   | 重装機兵ヴァルケン              | 2004年8月26日  | PlayStation 2   | ソフトアクション      | クロスノーツ          | DVD-ROM                             |                              |
| 2   | 重装機兵ヴァルケン              | 2007年10月16日 | Wii             | 非公表                | ハドソン              | ダウンロード (バーチャルコンソール) | 2019年1月31日 配信・販売終了 |
| 3   | 重装機兵ヴァルケン              | 2014年11月18日 | Windows         | 非公表                | D4エンタープライズ    | ダウンロード (プロジェクトEGG)      |                              |
| 4   | 重装機兵ヴァルケン              | 2015年1月14日  | Wii U           | 非公表                | KONAMI                | ダウンロード (バーチャルコンソール) | 2023年3月28日 配信・販売終了 |
| 5   | 重装機兵ヴァルケン DECLASSIFIED | 2023年3月30日  | Nintendo Switch | エムツー              | Rainmaker Productions | ダウンロード                        |                              |

#### 主な各機種版解説
プレイステーション2(PS2)版
初の他機種移植版だが、各ステージごとに出撃カタパルトの位置が変わったり、無重力空間でも薬莢が落下するなど、設定が統一されておらずSFC版から幾つかの演出が簡略化されてしまった点が批判を招き、好評とは言い難い。
任天堂バーチャルコンソール版
いわゆる「エミュレーション」技術を使い、SFC版を概ね無難に再現している。Wii版は2019年1月31日まで、Wii U版は2023年3月28日をもって配信・販売を終了。（終了前に購入しデータを各機種のストレージに記録していれば、当面の間はプレイ可能）
Nintendo Switch版
日本国外では初めてオリジナル版そのままにリリースされる（#海外版との差異も参照）。開発企業としてクラシックゲームの完全移植+より楽しくプレイするための副次的機能実装に定評のある「エムツー」社が担当する事が発売前に公表されている。
ゲーム本編自体も「どこでもセーブ&ロード」・「ゲームプレイの保存・再生」・「ブラウン管でプレイした際の映像状態を出来るだけ再現する“ スクリーンフィルター ”」・「スーパープレイ」（開発者による、ノーコンティニューでオールゲームクリアするまでのプレイを再現できる）データなど、近年のクラシックゲーム移植作品では定番的な機能を一通り実装。
副題である「DECLASSIFIED」とは英語で「機密解除」を意味し、SFC版では封印されていた「ある機能」が特定の条件を満たすと解除される事が示唆されている。
このほか#書籍に記載されているガイドブックや未公開だったデザインスケッチをデータ化して収録、ゲーム音楽（原曲ver.とリアレンジver.）を任意で聴けるミュージックプレイヤー機能、メカニックデザイナーへのインタビューなど豊富なサイドコンテンツも同時収録される。

## 重装機兵ヴァルケン2
『重装機兵ヴァルケン2』（じゅうそうきへいヴァルケン・ツー）は、PlayStation用の戦略シミュレーションゲーム。1999年7月29日発売。開発はTAM-TAM（タムタム）が担当。2001年8月30日に廉価版をフォーウィンズが発売。
本作のみゲームジャンルが変更されているが、これは重厚なストーリーや複雑なメカニックの表現には、アクションゲームより戦略シミュレーションゲームのほうが向いている、と判断されたことによるもの。初期の東京ゲームショウ等で公開された時は、ジャンルが3Dアクションシューティングとされていたという。本作の開発は遅れに遅れ、当初マスコミリリースされたものとは全く異なる内容で発売されるに至った。本シリーズは一旦この作品で終了することとなった。
キャラクターデザインは当初、『機動戦士ガンダム』の安彦良和を起用し、イベントなどで配布された初期の告知パンフでは安彦の手によるウラガやジェイク他のキャラクター彩色イラストが掲載されていた。しかし、事情で漫画家の衣谷遊に変わった。
メカニックデザインはスタジオぬえの宮武一貴が担当。ヴァルケンやレイノスといったASやデックアイン／ツヴァイ、ゼアーアインといった敵の主力兵器等、既にビジュアルイメージの出来上がっていたメカも元のイメージを残しつつ、本作で初登場となる支援機的存在の多脚砲台・マニューバキャノンや試作ASのエグザスシリーズ、最新量産AS・ヴァルケン2といったオリジナルメカとの見た目の乖離が生じない様にディテールの追加やプロポーションの変更等が行われている。宮武は他に前述の告知パンフ等で使用されたイメージイラストも描いている。

### 『レイノス』とのつながり
本作は『重装機兵レイノス』と同じ時代設定で製作されている。そのストーリーは『ヴァルケン』という前史を踏まえた上で『レイノス』を再構成したものとなっている。
『レイノス』では条約機構軍の名も無き一兵士だった主人公にウラガ・タツヤという名前がつけられ、その身分もヴァルケンやレイノス他のアサルトスーツを開発・生産する企業「グランパシフィック社」のテストパイロットとなっている。本作オリジナルのキャラの他に『レイノス』のヒロイン的存在として描かれたリーナ曹長や『ヴァルケン』のジェイクといった、シリーズのおなじみの人物も多数登場する。
またウラガが搭乗するのはレイノスではなく、謎を秘めた新型ASエグザスαとなった。一方、ライバルキャラ・ランスもウラガ達がテストしていたエグザスシリーズのβ機を奪取して愛機とする形になっていて、『レイノス』での愛機・ゼアーアインに乗っての登場は少ない。

## 評価
1996年、Next Generationは重装機兵ヴァルケンを「見た目だけでなくアクションや雰囲気にあふれ多くのアメリカのゲーマーによくある日本的デザイン価値をもたらしたゲーム」だと評した。Super Playは1996年4月号で本作を19番目に素晴らしいSFCタイトルとして挙げた。
SFC版『重装機兵ヴァルケン』はTheスーパーファミコンザ・テストプレイでは総合評価83点（各種ポイントの評価は以下の通り）。レビュアーはロボットアニメを意識していて「未だかつてここまでリアルなロボットアクションがあっただろうか」というほどで、進行を妨げることなく挿入される会話、ガトリングガンを撃てば薬莢が排出されたり重力のあるなしで挙動が違うなど演出面が凝っている、アクションゲームとしては珍しく練り込まれたシナリオで見ているだけでも面白い、音楽も盛り上がると賞賛、難易度は結構高く特に終盤は根気が必要、敵の攻撃や罠がこれでもかという難度、使用するボタンが多く操作を覚えにくいが腕に自信がなくとも根気があれば買いの作品だとした
| 項目   | グラフィックス | サウンド | ハマリ度 | ゲームバランス | お買い得度 |
| スコア | ★★★★★          | ★★★★★    | ★★★★     | ★★★            | ★★★★★      |

4Gamer.netの苗月 ハンバーグ食べ男は「重装機兵ヴァルケン DECLASSIFIED」のレビューの中で、パロディが多いとしつつも、芯のある物語の組み立てに成功しているため、元ネタを知らなくても、戦争の熾烈さと無常さを味わえると評している。
『重装機兵ヴァルケン2』はファミ通クロスレビューでは7、6、7、6の26点。レビュアーはかなりこだわった世界観、魅力的なキャラクター、メカが格好良くカスタマイズも楽しい、シナリオが興味深い、画面レイアウト、グラフィックを賞賛、一方で戦闘画面の切り替えに手間がかかる、カメラが回転しすぎる、武器選択から攻撃への移行はもっと速くしてほしかったといったSRPGとしてはテンポが悪くて3D化によって得た部分と犠牲になった部分が半々になった印象とした。

## 商品化

### 書籍
重装機兵ヴァルケンのすべて
ファミコン必勝本シリーズの一冊。
全ステージのストーリー解説、登場する全兵器の解説、外伝小説、外伝コミックが収録されている。
攻略については各ステージのマップと簡単なコメントに終始しており、設定資料としての要素が強い。
重装機兵ヴァルケン公式ガイドブック
アスキー出版局から出版された攻略本。
各ステージの攻略に加え、ヴァルケンの詳細な機体解説、第四次世界大戦勃発およびヴァルケン開発に至るまでの前史、AS数機種の詳細な解説、スタッフ座談会が収録されている。
攻略要素については「重装機兵ヴァルケンのすべて」より重点されており、また世界観の設定資料としても前著と相互補完的な内容となっている。

### ノベライズ
WAR at VALKEN
1993年に出版された『重装機兵ヴァルケンのすべて』に掲載。作者は松野桂司。
ステージ１『コロニー強襲』からステージ７『兵士達の終幕』の大統領自決までのストーリーを、ジェイク視点の小説という形で紹介している。
VALKEN・インサイドノベル 刹那の追憶
1993年に出版された『重装機兵ヴァルケンのすべて』に掲載。作者は松野桂司。
ステージ4『大気圏突入』においてジェイクの帰還を待つハーマンの回想を描いた外伝小説。
士官学校でのジェイクとの出会い、対立、友情から、二人の初陣、そしてベルターク隊を迎撃すべく出撃するまでが描かれている。

### コミカライズ
重装機兵ヴァルケン
1993年にメディアックスから出版された『ゲームコミックコレクション』に連載。作者は練金術師および佐藤元。
コミカライズと銘打たれているが外伝および後日談的内容で、原作ゲームに登場しない設定なども描かれている。全3話。
第一話はゲーム本編開始以前、バーシス乗員が宇宙へ向かうシャトルを護衛するため戦うジェイクと、彼の上官である中尉が、アルフ率いる海兵隊と戦闘する。
第二話・第三話はゲーム本編後、シュペル・ヴァルケンに搭乗したジェイクとカーツが、欧州アジア連邦軍残党のナタリー・フロウゼ少佐と対決する。
SD4コマシアター
上記コミカライズと同様『ゲームコミックコレクション』に掲載された。作者は佐藤元。ヴァルケン回は１話のみ。
THE VALKEN COMIC STORY『約束』SORRY SARA
1993年に出版された『重装機兵ヴァルケンのすべて』に掲載。作者は峰岸達実。
ステージ5『黄昏の追撃』とステージ6『銃火山脈』の間を舞台にした外伝。
家族との約束を守ろうとする欧州アジア連邦の兵士「少佐」と、仲間を失った悲しみをまだ乗り越えられずにいるジェイクらの戦闘が描かれる。

### カプセルトイ
ビデオゲームロボティクス
2009年にタカラトミーアーツのカプセルトイ『ビデオゲームロボティクス』（以下VGR）があり、レイノスと共に事実上初のマスプロ製品化が実現した。
手足の関節部には磨耗し難いナイロン系素材の汎用ジョイントが採用されていて、腰部にも回転軸が設けられているため自由にポーズを取らせる事が可能となっている。
VGRでは「ASS-117 ヴァルケン」の名称でラインナップされた。
スーパーファミコン版のオープニングのラストで登場する全身のヴィジュアルをほぼ忠実に再現したカラーリングと、右前腕がまるごと銃となったガンアームが特徴。
価格は400円（税込）。
さらにパッケージを紙箱にし、VGR以上に細かい塗り分けや汚し塗装等が施された上、ゲーム中でも登場するブースターユニットが付属した『ビデオゲームロボティクスEX　《ASS-117A　ヴァルケン＋ブースターユニット》』も発売された。
右腕がゲームでの設定通りマニピュレーター＋手持ちのライフルになっており、形式番号がカプセル版と違う。
価格は1000円（税込）。
以下の様なヴァリエーションが存在する。
オリジナルカラー版
2009年12月29日 - 31日に開催された、コミックマーケット77の企業ブースにタカラトミーが出展して販売。カラーリングはゲームのビジュアルシーンに基づいたグリーン基調。前述の通りカプセル版以上の細かい塗り分けが施され、スーパーファミコン版のOPに登場するビジュアルにより近い印象となった。販売終了。
砂漠迷彩カラー版
ホビー系ネットショップ・あみあみ限定で販売。地上・砂漠での運用をイメージしたサンドブラウン基調のカラーリング。
冬季迷彩カラー版
アスキー・メディアワークスが運営する電撃グループのサイト・電撃屋で限定1000個を販売。雪原・寒冷地での運用をイメージした、スノーホワイト基調のカラーリングとなっている。販売終了。

### プラモデル
2012年よりピーエムオフィスエーから1/35スケール(全高約160mm)のプラスチックモデルが発売されている。
両腕ともマニピュレーターの仕様となっており、武装としてバルカンポッド、シールドが付属する。
バリエーションとしてジェイク機、ブースターユニット装着型の２バージョンが存在する。カラーリングはそれぞれ褐色と緑。
同社は2011年にレイノスの1/35スケール(全高約150mm)のプラスチックモデルも発売している。
こちらは主人公機、装甲を変更しヴァルケン風の褐色カラーとなった陸戦仕様、関節用ポリキャップなどを改善した主人公機リニューアル版が存在する。
『ヴァルケン2』からは、ASを中心にホビーベースイエローサブマリンからガレージキットが発売された。

### コラボレーション
旋光の輪舞2
グレフより発売された対戦型シューティングゲーム『旋光の輪舞』の2作目に、DLCとしてヴァルケン、ジェイク、クレアが参戦した。
ジェイクは阿座上洋平、クレアはのぐちゆりがそれぞれボイスを担当している。
ヴァルケンはバルカン、バリア、シールド、ナパーム、ハンディTOWランチャー、レーザー、ハードナックルを使用可能。